# 1356

## Събития
- 9 септември – Битката при Поатие. Поражение на френските войски в битката с англичаните.
- Базелското земетресение разрушава град Базел в Швейцария

## Родени
- Мартин I, крал на Арагон (1396 – 1410) и крал на Сицилия (1409 – 1410) († 1410 г.)